# Lukas Vesely
Lukas Vesely (Praga, 1977) è un cantante, bassista e pianista statunitense, fratello maggiore del cantautore John Vesely, conosciuto per il suo progetto da solista Secondhand Serenade.

## Biografia
Nato a Praga nel 1977, si trasferisce a Menlo Park, negli Stati Uniti, all'età di 3 anni. Figlio di un musicista jazz professionista, comincia a prendere lezioni di piano dal padre dall'età di 6 anni. Successivamente inizia a suonare anche il basso, partecipando a vari festival a San Francisco mentre è ancora alle scuole superiori. Al college conosce Richard Stoltzman, che lo convince a partecipare al tour del figlio Peter Stoltzman con il batterista Alex Acuña. Nel 2007 entra a far parte del Peter Stoltzman Trio, che oltre allo stesso Stoltzman comprende anche il batterista Bob Moses. Dal 2008 suona la tastiera e successivamente il basso durante i concerti di Secondhand Serenade, progetto solista del fratello John. Ha inoltre suonato il basso nel suo secondo e nel suo terzo e nel suo quarto album in studio.

## Discografia
- 2005 – Peace Prayer
- 2006 – Time Standing Still
- 2006 – Spaces Open Wide
- 2009 – I Wake Up in a Dream
- 2009 – Journey Through the Liquid State of Sound